# Chlorurus microrhinos
Chlorurus microrhinos là một loài cá biển thuộc chi Chlorurus trong họ Cá mó. Loài này được mô tả lần đầu tiên vào năm 1854.

## Từ nguyên
Từ định danh của loài được ghép bởi hai từ trong tiếng Hy Lạp cổ đại: micro ("nhỏ") và rhinos ("mũi"), hàm ý đề cập đến lỗ mũi của chúng, được mô tả là "rất nhỏ" và "hiếm khi nhìn thấy".

## Phạm vi phân bố và môi trường sống
C. microrhinos có phạm vi phân bố rộng khắp Tây–Trung Thái Bình Dương, thưa vắng hơn ở Đông Ấn Độ Dương (chỉ biết đến tại đảo Giáng Sinh, bờ biển Tây Úc và các rạn san hô vòng ngoài khơi). Từ vùng biển các nước Đông Nam Á, phạm vi của C. microrhinos mở rộng về phía đông đến các đảo quốc thuộc châu Đại Dương (ngoại trừ quần đảo Hawaii và đảo Phục Sinh); ngược lên phía bắc đến vùng biển phía nam Nhật Bản, bao gồm quần đảo Ryukyu và quần đảo Ogasawara; giới hạn phía nam đến bờ biển Đông Úc và đảo Lord Howe.
Loài này sống gần các rạn san hô viền bờ và rạn san hô trong các đầm phá ở độ sâu đến ít nhất là 50 m.

## Phân loại học
C. microrhinos và Chlorurus strongylocephalus trước đây được xem là một biến thể kiểu hình của Chlorurus gibbus, loài đặc hữu của Biển Đỏ. Cả ba được xếp vào nhóm phức hợp loài vì có kiểu hình khá giống nhau ở cá đực. Tuy nhiên, C. microrhinos lại là loài chị em với Chlorurus capistratoides.

## Mô tả
C. microrhinos có chiều dài cơ thể tối đa được biết đến là gần 80 cm, nhưng kích thước phổ biến thường được quan sát là khoảng 40–50 cm. Thân thuôn dài, hình bầu dục, trán dốc (cá trưởng thành). Cá đực phát triển một bướu lớn và có thêm một dải màu tím trên đầu. Vây đuôi cá trưởng thành cụt với hai thùy đuôi dài (đuôi hơi bo tròn ở cá con).
Cá trưởng thành ở cả hai giới có màu xanh lục; vảy có các vạch màu hồng tím. Môi trên có một vệt sọc màu xanh lam; dưới cằm cũng có một vệt tương tự nhưng sáng màu và dày hơn, kéo dài lên khoé miệng và ngược ra sau má. Vùng dưới đầu thường có màu vàng lục. Cá con màu nâu sẫm với các sọc trắng đến vàng nhạt.
Ngoài kiểu hình màu xanh lục lam thường thấy, C. microrhinos còn có hai biến thể kiểu hình khác được biết đến là:
- Kiểu hình đỏ, phớt vàng ở các vây và vùng bụng[5], được tìm thấy ở phạm vi phía nam, từ rạn san hô Great Barrier băng qua Nam Thái Bình Dương đến Tahiti[6].
- Kiểu hình nâu xanh lục hay nâu tanin, được tìm thấy ở Philippines và khu vực Micronesia[6].

Số gai vây lưng: 9; Số tia vây ở vây lưng: 10; Số gai vây hậu môn: 3; Số tia vây ở vây hậu môn: 9; Số tia vây ở vây ngực: 15–17.

## Sinh thái học
Thức ăn của C. microrhinos là tảo đáy. Cá con thường sống đơn độc, còn cá trưởng thành có xu hướng hợp thành đàn lớn (lên đến 40 cá thể) tập trung trên các mỏm đá và rạn san hô.
C. microrhinos được đánh bắt chủ yếu để làm thực phẩm trên hầu hết phạm vi của chúng.